# Punta de Vicat

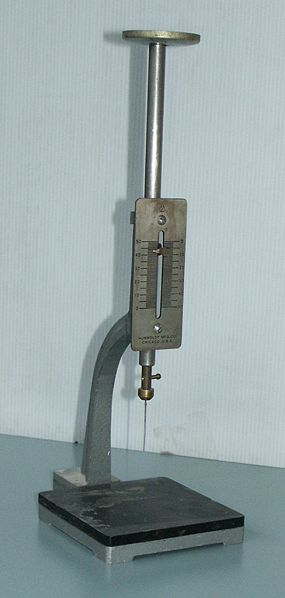
La aguja de Vicat

La punta de Vicat (denominado dureza Vicat) en metrología es un aparato de medida de la dureza denominado en honor al ingeniero francés Louis Joseph Vicat. Se emplea en aquellos materiales que no poseen un punto de fusión definido, tal y como algunos plásticos. Se emplea igualmente en la determinación de los tiempos de fraguado de los hormigones.

## Características
La norma ASTM-D1525 (Standard Test Method for Vicat Softening Temperature of Plastics) y la ISO-306 fijan como punto de reblandecimiento de los polímeros, como la temperatura a la cual una aguja de punta plana con sección de un milímetro cuadrado penetra sobre el material una cota de un milímetro bajo la acción de una carga de un kilogramo. Esta temperatura permitirá comparar el reblandecimiento en diferentes materiales plásticos. 
En el caso de cementos y hormigones se suele emplear la punta para medir los tiempos de fraguado. Las medidas deben hacerse en menos de 60 minutos, y no deben sobrepasar las diez horas. Es aconsejable que sean dos medidas, una a 45 minutos y otra a las ocho horas.